# Deborah Blum
Deborah Blum (ur. 19 października 1954 w Urbana, Illinois) – amerykańska dziennikarka, autorka książek popularnonaukowych.

## Życie i działalność
Studiowała na University of Georgia. Magisterium z dziennikarstwa środowiskowego uzyskała na University of Wisconsin–Madison. Pracowała jako reporterka i publicystka zanim w 1984 roku podjęła pracę w dzienniku Sacramento Bee koncentrując się na artykułach popularyzujących naukę. W 1992 roku została wyróżniona Nagrodą Pulitzera za serię artykułów Małpie wojny - teksty dotyczyły zawodowych, etycznych i emocjonalnych konfliktów pomiędzy uczonymi eksperymentującymi na zwierzętach a osobami broniącymi praw zwierząt. W 1997 uzyskała stanowisko wykładowczyni w Szkole Dziennikarstwa i Komunikacji Masowej (School of Journalism and Mass Communication) na University of Wisconsin-Madison.

## Tłumaczenia prac na j. polski
- Mózg i płeć. O biologicznych różnicach między kobietami i mężczyznami, Wydawnictwo Prószyński i S-ka, tłum. Elżbieta Kołodziej-Józefowicz, Warszawa, 2007, s. 344, ISBN 83-7337-679-8; kolejne wydania ukazały się w latach 2000 (w ramach serii Na Ścieżkach Nauki, ISBN 83-7255-121-9, s. 371) oraz 2004 (ponownie ISBN 83-7337-679-8, s. 344); wyd. ang.: Sex of the Brain. The Biological Differences Between Men and Women, Viking Adult, 1997, ISBN 0-670-86888-4.